# Joscelin I z Courtenay
Joscelin I z Courtenay – książę Galilei (1112–1119), hrabia Edessy (1118–1131). Syn Joscelina de Courtenay i Izabeli (lub Elżbiety) - córki Gwidona I de Montlhéry i Adelajdy de Crécy. 

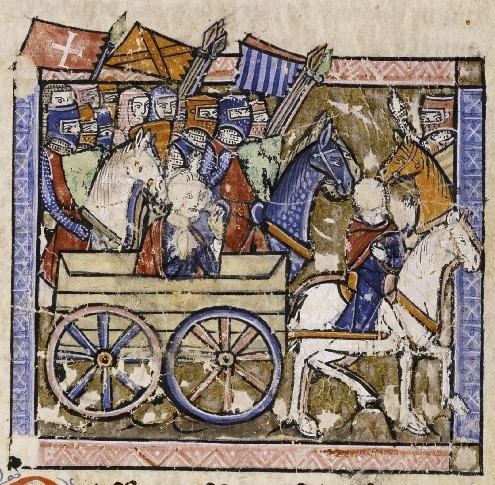

Przybył do Ziemi Świętej po I krucjacie, w 1101. Był bratem ciotecznym Baldwina, hrabiego Edessy (ich matki były siostrami), i do niego udał się na służbę. Baldwin nadał mu tytuł lorda Turbessel. W 1104, po bitwie pod Harran, Joscelin trafił do niewoli. Przed 1113 rozszerzył swoje władzctwo na ziemie dookoła Turbessel do zachodniego brzegu Eufratu, podczas gdy Baldwin II kontrolował ziemie na wschód od Eufratu. Baldwin odebrał Joscelinowi Turbessel i ten udał się do Jerozolimy - tam otrzymał tytuł księcia Galilei. 
W 1118, po śmierci Baldwina I hrabia Edessy został królem Jerozolimy jako Baldwin II. Mimo dawnej niechęci, Joscelin poparł kandydaturę Baldwina II, przeciwko kandydaturze brata zmarłego króla - Eustachego III z Boulogne. W nagrodę otrzymał hrabstwo Edessy. Już w 1123 trafił jednak do niewoli razem z Baldwinem II. Zostali uratowani z pomocą żołnierzy armeńskich, którzy przebrani za chłopów przedostali się do więzienia, zabili strażników i zawiesili flagę krzyżowców. Joscelin opuścił fortecę, ale Baldwin II został i wkrótce musiał odeprzeć atak muzułmanów.
Po powrocie do Edessy, Joscelin powiększył terytorium swojego hrabstwa. W 1125 uczestniczył w bitwie pod Azaz, zwycięstwie chrześcijan nad atabegiem Mosulu. W 1131, podczas oblężenia małego zamku na północny wschód od Aleppo, Joscelin został poważnie ranny przez pocisk i przekazał Edessę synowi. Potem otrzymał informację o emirze Daniszmendydów maszerującym na Edessę i poprosił swojego syna o wysłanie odsieczy. Joscelin II odmówił pomocy ojcu, więc Joscelin sam ruszył przeciwko emirowi. Emir, który sądził, że Joscelin nie żyje, szybko odstąpił od oblężenia miasta Kaysun i uciekł. Joscelin odparł atak i zmarł krótko potem na poboczu drogi.

## Rodzina
Poślubił armeńską szlachciankę - Beatrycze, córkę Konstantyna I Armeńskiego. Beatrycze była matka jego jedynego dziecka:
- Joscelina II (zm. 1159),

Zmarła w 1122, a hrabia ożenił się po raz drugi. Poślubił Marię z Salerno, siostrę Rogera z Salerno, księcia Antiochii z rodu Hauteville.